# Melbourne Beach
Melbourne Beach város az USA Florida államában, Brevard megyében. Lakosainak száma 3231 fő (2020. április 1.).

## Népesség
A település népességének változása:

| 2010 | 3 101 |
| 2020 | 3 231 |